# Lophophora diffusa
Lophophora diffusa ist eine Pflanzenart in der Gattung Lophophora aus der Familie der Kakteengewächse (Cactaceae). Das Artepitheton diffusa stammt aus dem Lateinischen, bedeutet ‚undeutlich‘ und verweist auf die niedrigen, flachen und kaum ausgeprägten Warzen auf den Pflanzen.

## Beschreibung
Lophophora diffusa wächst einzeln oder bildet Gruppen. Die weichfleischigen und fast kugelförmigen Triebe sind gelbgrün und erreichen Wuchshöhen zwischen 2 und 7 Zentimetern und Durchmesser von 5 bis 12 Zentimetern. Es werden keine Rippen ausgebildet. Die Höcker sind meist breit und flach ausgebildet. Dornen sind nicht vorhanden.
Die weißen, manchmal schwach rosa bis gelblich weißen Blüten sind zwischen 1,3 und 2,2 Zentimetern im Durchmesser groß.

## Systematik, Verbreitung und Gefährdung
Lophophora diffusa ist die am südlichsten verbreitete Art der Gattung Lophophora. Die Pflanzen wachsen auf Kalkböden in einem relativ kleinen Gebiet zwischen Vizarron, Bucareli und Toliman im mexikanischen Bundesstaat Queretaro.
Die Erstbeschreibung als Lophophora echinata var. diffusa wurde 1944 von Léon Camille Marius Croizat veröffentlicht. Helia Bravo Hollis erhob die Art 1967 in den Rang einer eigenständigen Art. Weitere nomenklatorische Synonyme sind Lophophora williamsii var. diffusa (Croizat) G.D.Rowley (1979) und Lophophora williamsii subsp. diffusa (Croizat) Scheinvar (2004).
Lophophora diffusa wird in der Roten Liste gefährdeter Arten der IUCN als „Vulnerable (VU)“, d. h. gefährdet eingestuft.

## Nachweise